# Institució de les Lletres Catalanes
La Institució de les Lletres Catalanes és una entitat autònoma de la Generalitat de Catalunya que promou la literatura catalana dins i fora de l'àmbit lingüístic català, ofereix ajuts a la creació i a la investigació literàries i incentiva la traducció a altres llengües d'obres de creació literària originals en llengua catalana i, també, les traduccions d'obres literàries estrangeres al català. Fomenta, a més, els intercanvis i encontres entre el món de les lletres catalanes i els d'altres àmbits lingüístics. Des de 2021 n'és directora Izaskun Arretxe.

## Història

### Època republicana

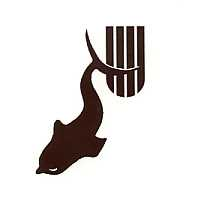
Dofí de la Institució d'època republicana

Fundada l'any 1937, aplegava durant la Guerra civil els intel·lectuals catalans fidels a la República. La van concebre i crear Joan Oliver, Francesc Trabal i Armand Obiols.
El seu antecedent immediat va ser l'Agrupació d'Escriptors Catalans fundada el 1936. Es va crear per Decret del Consell de la Generalitat el dia 13 de setembre de 1937 amb la missió de fomentar i vetllar per la continuïtat, millora i expansió de la literatura catalana i d'actuar d'òrgan assessor del Departament de Cultura en les qüestions d'ordre literari. Si bé en un primer moment va rebre el nom d'Institut de les Lletres Catalanes, ben aviat es va canviar pel d'Institució de les Lletres Catalanes (17 d'octubre de 1937). Formada per membres-titulars (un màxim de vint) i membres-adjunts, Josep Pous i Pagès ocupà el càrrec de president, Antoni Rovira i Virgili el de tresorer i Carles Riba el de secretari provisional, fins al 30 d'octubre de 1937, quan Francesc Trabal assumí el càrrec de secretari. D'altra banda, el 16 de maig de 1938 es creà el càrrec de vicepresident, que fou confiat a Carles Riba. Altres intel·lectuals destacats que formaren part de la Institució de les Lletres Catalanes varen ser Jaume Serra i Húnter, Pompeu Fabra, Jordi Rubió i Balaguer, Ferran Soldevila, Lluís Nicolau d'Olwer, Ernest Martínez Ferrando, Pere Coromines, Joan Oliver, Cèsar August Jordana, Joaquim Ruyra i Josep M. Capdevila.
El president de la Institució durant l'època republicana fou Josep Pous i Pagès, el vicepresident Carles Riba, i el secretari, Francesc Trabal. Formaven part del secretariat de la Institució Anna Murià i Mercè Rodoreda. Les seves activitats fins al final de la guerra van comprendre l'organització de premis literaris, d'emissions de ràdio, de serveis de biblioteques al front i de publicacions com la Revista de Catalunya o com una col·lecció amb obres de Carles Riba, Mercè Rodoreda i Ferran Soldevila entre d'altres.
La Institució estava estructurada en les quatre seccions de treball següents, en les quals s'enquadraven els diversos membres.
| Secció d'edicions        | Secció de revistes      | Secció de relacions interiors | Secció de relacions exteriors |
| ------------------------ | ----------------------- | ----------------------------- | ----------------------------- |
| Josep Carner             | Antoni Rovira i Virgili | Josep Pous i Pagès            | Pompeu Fabra                  |
| Carles Riba              | Jaume Serra i Húnter    | Jordi Rubió                   | Lluís Nicolau d'Olwer         |
| Ernest Martínez Ferrando | Ferran Soldevila        | Pere Coromines                | Francesc Trabal               |
| Joan Oliver              | Armand Obiols           | Joaquim Ruyra                 | Gabriel Alomar                |
| Cèsar August Jordana     |                         | Josep M. Capdevila            |                               |

En el moment de la creació s'hi integraren l'anterior Comissió de les Lletres Catalanes i el Servei de Biblioteques del Front, la direcció del qual fou assumida per la secció de Relacions Interiors. Publicà els 12 números de la Revista de Catalunya corresponents a l'any 1938.
En passar a l'exili la major part dels seus membres, la Institució es va dissoldre després d'una darrera junta de govern al Mas Perxés (Agullana) i va deixar de funcionar. Ben aviat, la Fundació Ramon Llull, creada a l'exili el març de 1939, n'assumí les funcions.

### Època democràtica
Gràcies a l'impuls de l'Associació d'Escriptors en Llengua Catalana i del PEN Català, el 12 de novembre de 1987 el Parlament de Catalunya va aprovar per llei la creació d'una entitat autònoma vinculada al Departament de Cultura de la Generalitat de Catalunya que, amb el mateix nom d'Institució de les Lletres Catalanes, té per objectiu vetllar per la promoció de les obres dels autors catalans i difondre el patrimoni literari propi.
L'any 2011 el Parlament de Catalunya va aprovar una modificació d'aquesta llei de creació amb l'objectiu d'adaptar la ILC al context polític, cultural i de l'administració de l'actualitat, englobada dins la Llei òmnibus de 2011. En els seus orígens, l'any 1987, es van donar a la ILC atribucions que, més tard, han estat cedides a organismes de creació posterior, com l'Institut Ramon Llull o l'Institut Català de les Empreses Culturals.

### 75è aniversari
El 2012 va celebrar el seu 75è aniversari amb una exposició retrospectiva al Palau Moja de Barcelona. L'exposició portava el títol Un país de lletres i es va poder veure entre el 21 de març i el 13 de maig de 2012.

## Direcció
En època democràtica, l'han dirigida Oriol Pi de Cabanyes (1988-1996), Magdalena Oliver (1996-1998), Francesc Parcerisas (1998-2004), Jaume Subirana (2004-2006), Oriol Izquierdo (2007-2013), Laura Borràs (2013-2018), Joan Elies Adell i Pitarch (2018-2019), Oriol Ponsatí-Murlà (2019-2021),Izaskun Arretxe (2021-2024) i Eduard Escoffet (2024-avui).

## Deganat
El deganat de la ILC exerceix l'alta representació de la Institució i ha d’anar a càrrec d’un escriptor o escriptora en llengua catalana de prestigi reconegut. Li corresponen la presidència de la Junta de Govern i la vicepresidència del Consell Assessor, òrgans de govern de l'entitat. N'han estat degans Jordi Sarsanedas (1988-1999), Feliu Formosa (1999-2001), Maria Antònia Oliver (2001-2004), Josep Maria Benet i Jornet (2004-2006), Josep Maria Castellet (2006-2010), Francesc Parcerisas (2010-2016), Isabel-Clara Simó (2016-2019), Margarida Aritzeta (2019-2022) i des de 2022, Maria Mercè Roca.